# Han
Hanul este o așezare tipică unde călătorii poposesc și pot beneficia de cazare, masă și băutură. Cuvântul han este de origine persană și înseamnă "casă de găzduit și ospătat călătorii contra plată".
În limba română termenul a pătruns în jurul secolului XVI, odată cu accentuarea influenței otomane asupra provinciilor românești dar și a intensificării relațiilor comerciale cu Imperiul Otoman.

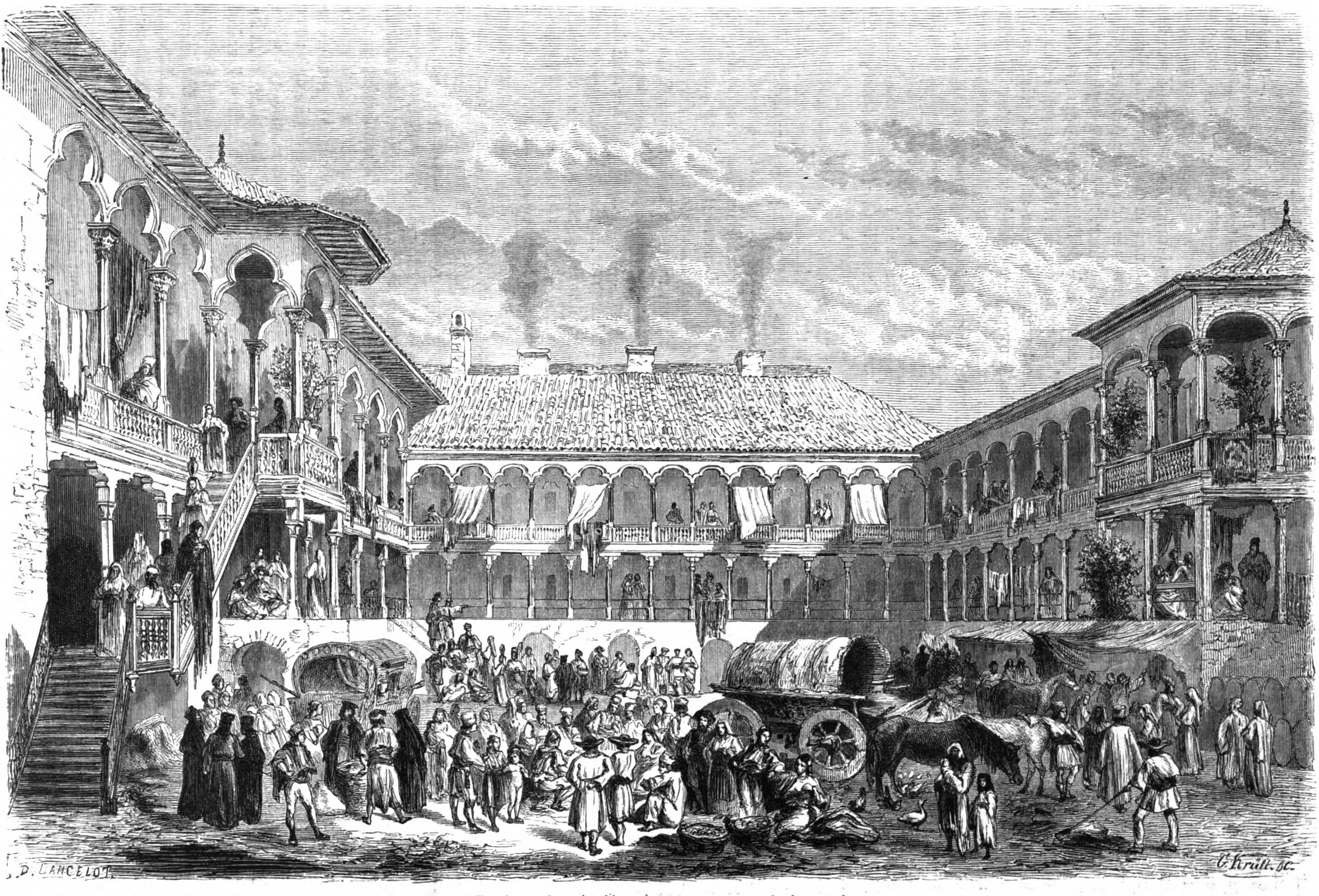
Hanul lui Manuc pictat de Lancelot în 1860

Hanurile românești vechi sunt în general clădiri în formă de patrulater, cu ziduri groase în jurul unei curți interioare în care se intră printr-o singură poartă. La parter se găsesc prăvăliile și pivnițele iar la etaj camerele de locuit cu ferestre spre curte. De jur împrejurul clădirii, pe interior, este un pridvor cu coloane și arcade. 

## Istoric
Hanurile din Europa au fost inițial înființate când romanii și-au construit sistemul de drumuri romane acum două milenii. Unele hanuri din Europa sunt vechi de câteva secole. Pe lângă asigurarea nevoilor călătorilor, hanurile au acționat în mod tradițional ca locuri de adunare în comunitate.
Din punct de vedere istoric, hanurile din Europa au oferit nu numai mâncare și cazare, ci și loc de popas și furaje pentru caii călătorilor. Exemplele renumite de hanuri din Londra includ George și Tabard. Cu toate acestea, nu există o distincție formală între un han și alte tipuri de instituții. Multe pub-uri folosesc numele de "han", fie pentru că sunt stabilite de mult timp și poate au fost hanuri de meditație anterioare, fie pentru a convoca un anumit tip de imagine.

## Galerie
|                                                                 |
| Hanul Cott, Dartington, Devon, Marea Britanie, datează din 1320 |

|                                   |
| Hanul Östervåla, Sweden, interior |

|                                         |
| Hanul Sheep's Heid, Edinburgh, interior |

|                                       |
| Hanul Yelverton, în Chester, New York |

|                          |
| Hanul Albanian, interior |

|                                                                                             |
| Hanul Garrick, Stratford-upon-Avon, este o clădire îmbrăcată cu lemn din secolul al XV-lea. |

|                                       |
| Hanul Angel, Highgate, nordul Londrei |

|                                             |
| Hanul Thunder Bay în Big Bay, Michigan, U.S |

|                                     |
| Hanul Exeter, Exeter, New Hampshire |

|                                                    |
| Hanul Villa D'Biagy din Campos do Jordão, Brazilia |